# Pseudovates arizonae
Pseudovates arizonae es una especie de mantis de la familia Mantidae.

## Distribución geográfica
Se encuentra en Arizona (Estados Unidos).